# Nucleo solare

La struttura del Sole

Il nucleo solare è la parte più interna del Sole, e di conseguenza presenta la temperatura più calda (circa 15 milioni di kelvin). Al suo interno si svolgono le reazioni di fusione nucleare, responsabili della produzione di energia del sole, del suo risplendere e in definitiva del sostentamento della vita sulla Terra.

## Studio del sole
Il nucleo è la parte meno conosciuta del Sole, nascosta com'è all'osservazione diretta. Gli indizi migliori sul suo stato vengono dall'eliosismologia, che sfrutta le vibrazioni del Sole, e dall'analisi dei neutrini emessi dalle reazioni di fusione, che possono arrivare indisturbati fino a noi (nello specifico nel nucleo solare, dove l'idrogeno viene convertito in elio). Oltre a questi, altri dati come la produzione di energia totale e la composizione chimica della superficie del Sole pongono stretti limiti ai modelli teorici possibili.

## La produzione di energia

Schema della fusione nucleare all'interno del Sole

Secondo le teorie odierne, il centro del Sole è composto prevalentemente da idrogeno. La temperatura si aggira sui 15 milioni di gradi, la pressione è elevatissima, intorno a 500 miliardi di atmosfere, e la densità del materiale nel nucleo è di circa 150.000 kg/m³. Queste condizioni sono estreme su scala umana, ma normali per una stella. Stelle più grandi del Sole hanno nuclei ancor più densi e caldi.
Gli atomi di idrogeno del nucleo non possono rimanere integri a queste temperature, e si separano in protoni ed elettroni. L'energia termica è così alta che più protoni, quando si incontrano casualmente, vincono per effetto tunnel la repulsione elettrica tra cariche dello stesso segno e si uniscono a formare un nucleo di elio. Ogni secondo, 594 milioni di tonnellate di idrogeno vengono convertite, rilasciando un'energia pari a 386 miliardi di miliardi di megajoule. Questa energia è pari alla massa di 4 milioni di tonnellate (le altre 590 vengono convertite in elio). Quindi il sole si alleggerisce ogni secondo di 4 milioni di tonnellate. La sua massa totale è abbastanza grande perché, anche dopo circa 5 miliardi di anni di vita attiva, la sua massa si riduca solo impercettibilmente.
L'energia liberata dalla fusione nucleare si presenta inizialmente sotto forma di fotoni gamma, che partono per la tangente alla velocità della luce. Essi però non possono fare molta strada, perché vista l'alta densità saranno presto assorbiti da un atomo sul loro cammino, il quale li riemetterà in una direzione diversa e con uno spettro di frequenze più ampio. Il ciclo si ripeterà parecchie volte, finché i fotoni non raggiungono la superficie del Sole e lo lasciano alla volta dello spazio interplanetario. Si calcola che questo trasporto di energia dall'interno all'esterno del Sole duri ben 10 milioni di anni. In altre parole, se il nucleo del sole smettesse all'improvviso di produrre energia, la superficie continuerebbe a splendere ancora per lungo tempo. I neutrini, altro sottoprodotto delle reazioni di fusione nucleare, passano invece quasi indisturbati attraverso la materia, ed escono dal Sole in linea retta. Una piccolissima parte è intercettata dai pochi rivelatori di neutrini in attività sulla Terra.
Il processo di fusione è molto difficile. Alle condizioni vigenti nel centro del Sole, il protone medio deve aspettare ben 13 miliardi di anni prima di fondersi con altri tre e formare un nucleo di elio. Ciò significa che oggigiorno la produzione di energia del Sole deriva dai protoni "fortunati", che hanno incontrato in anticipo il loro destino, e che, via via che passa il tempo, la probabilità delle reazioni aumenta. La luminosità solare aumenta quindi lentamente, il che ha indotto alcuni teorici ad ipotizzare che tra 500 milioni o un miliardo di anni il Sole sarà troppo caldo per consentire la vita sulla Terra.
Questo aumento è indipendente dall'evoluzione stellare a cui andrà incontro il Sole, e che lo porterà tra circa 5 miliardi di anni a trasformarsi in una gigante rossa. Il nucleo solare diventerà ancora più caldo e concentrato di oggi: la fusione dell'elio, tipica delle giganti rosse, richiede centinaia di milioni di gradi.